# Aflenz Kurort
Aflenz Kurort est une ancienne commune autrichienne du district de Bruck-Mürzzuschlag en Styrie.